# Glipostenoda retusa
Glipostenoda retusa es una especie de coleóptero de la familia Mordellidae.

## Distribución geográfica
Habita en Japón.